# Air Combat 22
Air Combat 22 (エアーコンバット 22 Eā Konbatto 22), là một game arcade do hãng Namco phát hành vào năm 1995 và là phần tiếp theo của Ace Combat trong dòng game Ace Combat. Game được đổi tên thành Ace Combat "22" vì chạy trên phần cứng Super System 22 của Namco.
Ace Combat 22 là phiên bản thứ hai mà Namco làm cho dòng Ace Combat. Phiên bản Ace Combat đầu tiên cũng là một game Arcade với tên gọi là Ace Combat ra mắt vào năm 1992. Tất cả những phiên bản tiếp theo của Namco dành cho dòng game đều là các hệ máy console.

## Lối chơi
Người chơi có thể điều khiển một trong ba loại máy bay cụ thể gồm Grumman F-14 Tomcat, Sukhoi Su-27 và Lockheed Martin F-22 Raptor, sau này được đề xuất vào thời điểm game được phát hành. Trò chơi được kết xuất đồ họa tốt hơn đáng kể và nhiều đa giác với những chi tiết sắc nét. Nó cũng chạy ở độ phân giải và tốc độ khung hình cao hơn, so với khả năng đồ họa của bản gốc Air Combat mà dòng game này về sau sẽ phát hành trên hệ máy PlayStation của Sony.